# Luni Editrice
Luni Editrice è una casa editrice italiana fondata nel 1992, specializzata in orientalistica, studi tradizionali, filosofia, pedagogia, testi tradizionali, storia contemporanea, medievistica, e di arti marziali. Si qualifica come medio editore avendo pubblicato oltre 10 volumi l'anno per la maggioranza degli anni dal 1994 al 2021.

## Storia
Fondata nel 1992, a Milano, da Matteo Luteriani, editore, giornalista e maestro di arti marziali, si è distinta nel panorama editoriale italiano per la marcata vocazione allo studio delle civiltà orientali (con le collane Grandi Pensatori, Sol Levante, Le Vie dell'Armonia, Scuola della Respirazione) e della letteratura romanza, epica e cavalleresca (Biblioteca Medievale, Biblioteca Medievale Saggi); marginalmente, ha pubblicato saggi di attualità politica, filosofia e pedagogia (Contemporanea, diretta da Giuseppe Parlato ed Ester Capuzzo, Attraverso lo specchio, diretta da Giuliana Limiti e da Matteo Luteriani, Fuori collana) e riviste periodiche sui medesimi argomenti («Nuova Storia Contemporanea» diretta da Francesco Perfetti, «Arti d'Oriente» diretta inizialmente da Cesare Barioli e in seguito per tutta la sua durata diretta dallo stesso editore, Matteo Luteriani).
Nel 2001, dopo aver pubblicato 89 titoli, la collana "Biblioteca Medievale" è stata ceduta alla Carocci Editore.
Nel 2006, Matteo Luteriani riapre, dopo averla acquisita da Mondadori, la Libreria Le Monnier di Firenze, inaugurata nel lontano 1926: nei suoi scaffali è passata mezza cultura italiana, da Marinetti a Papini, da Einaudi a De Robertis, da Bargellini a Montale, da Luzi a Spadolini.

### Il marchio editoriale
Presenta un carattere complesso, formato da una pluralità di elementi di natura letterale e figurativa elaborati.

## Le collane

### Grandi Pensatori d'Oriente e d'Occidente
Collana fondante della linea editoriale, i suoi testi vertono sull'analisi delle radici e degli sviluppi del pensiero tanto della civiltà orientale quanto di quella occidentale. In molti casi si tratta dell'unica versione italiana esistente, in altri di ristampe di volumi introvabili, dunque di particolare valore bibliografico.
Nucleo principale della collana è l'opera di René Guénon, presente con una decina di volumi sulla metafisica orientale, le relazioni tra Oriente e Occidente, il simbolismo e l'iniziazione; si tratta di traduzioni in parte realizzate ex novo e in parte già pubblicate dalle Edizioni Studi Tradizionali (negli anni sessanta) e da Rusconi (negli anni settanta).
Affiancati al catalogo del metafisico francese prendono posto, tra gli altri, gli studi di Ananda Coomaraswamy (riguardanti in parte le stesse aree del sapere, ma con particolare attenzione al pensiero indiano antico), di Matgioï (sul Taoismo), di Hugh Richardson e David Snellgrove (sulla civiltà tibetana) e di Henry Delaporte (sull'Islām).
Sul versante occidentale, invece, sono stati pubblicati i trattati di Luigi Valli  e di Gabriele Rossetti sull'interpretazione della Divina Commedia, che offrono alcune chiavi d'interpretazione allegorica e iniziatica dei rimatori del Medioevo, costituendo, seppur a lungo osteggiati nel corso del XX secolo (e per questo talvolta caduti in oblio), un punto di partenza per una ricerca di profondo e ampio respiro, come dimostrato dai recenti studi sullo Stilnovismo pubblicati nella rivista «La Lettera G».
Per quanto riguarda gli autori viventi, a Pietro Nutrizio si devono la curatela e la traduzione della gran parte dei titoli delle collane Grandi Pensatori e Le Tradizioni, oltre a una raccolta di contributi della «Rivista di Studi Tradizionali» di Torino sulla ricezione dell'opera di René Guénon in Italia e in Francia. Infine, il volume di Fabrizio Alfieri rappresenta il primo studio musicologico teso ad affrontare, prendendo spunto dal Flauto magico mozartiano, il tema della rappresentazione drammatica in prospettiva simbolico-tradizionale.

### Le Tradizioni
Intimamente legata alla precedente, che in parte ne costituisce un apparato critico, questa collana presenta un gruppo di testi inerenti alle civiltà antiche dell'Oriente, nelle loro espressioni epiche e spirituali.

### Sol Levante
I testi di questa collana riguardano diversi aspetti della cultura orientale e, in particolare, di quella giapponese: la divinazione, i resti del feudalesimo, l'anima dei Rōnin, la penna e l'arme dei Samurai, gli stratagemmi nel combattimento e nel gioco.

### Le vie dell'armonia. Quaderni Tecnici.
Raccolta di opere di studiosi e maestri di arti marziali, impegnati nella trasmissione scritta della ricerca e dell'insegnamento, vi sono trattati i fondamenti dell'arte della Spada, della formazione del Samurai, della tecnica del Judo e del Karate, della pratica dell'Aikidō, del Kung Fu, del Qwan Ki Do, del Qwan Ki Do, del Taijiquan e del Yiquan, corredati di illustrazioni e fotografie.

### Le vie dell'armonia. Racconti e Poesie.
Si tratta di una raccolta minima dedicata alla novellistica e alla poetica «altre», da Wang Wei a Majrouh a Nasreddin Khoja.

### Scuola della respirazione. Opera completa di Itsuo Tsuda.
Fondatore della Scuola della Respirazione, Tsuda Itsuo tratta della liberazione, afferma il limite necessario della dimensione cerebrale, accompagna nel risveglio interiore e nel dialogo del silenzio. Il suo insegnamento ha lo scopo di condurre l'uomo a realizzare in se stesso lo stato di natura. L'autore considera la questione partendo dalla sua esperienza personale con i maestri Haruchika Noguchi e Morihei Ueshiba, fondatori rispettivamente del Movimento Rigeneratore e dell'Aikidō, facendo conoscere agli europei la dimensione del ki.

### Biblioteca Medievale
Collana diretta da Mario Mancini, Luigi Milone, Francesco Zambon e progettata inizialmente in seno alla Pratiche Editrice di Parma, la Biblioteca Medievale ha raccolto a partire dal 1987 una serie di opere scritte nelle lingue di cultura più diffuse, ma anche in provenzale, catalano, portoghese, gallese, arabo, persiano e cinese. Obiettivo dichiarato è il contribuire alla riscoperta di dieci secoli che sono alle radici del mondo contemporaneo ma ne costituiscono anche una sorta di «doppio» con altri ritmi, vicende, possibilità. La Biblioteca Medievale Saggi si propone gli stessi obiettivi, sul versante della critica. Entrambe le collane sono state cedute nel 2001 alla Carocci Editore, che ne prosegue tuttora la pubblicazione.
I titoli della collana Biblioteca Medievale pubblicati da Luni Editrice sono stati 89, di cui 46 reperibili nelle biblioteche italiane.
29 titoli della collana Biblioteca Medievale Saggi sono stati pubblicati da Luni Editrice tra il 1987 e il 2001 e poi ceduti a Carocci Editore e pubblicati indistintamente nelle sue collane omonime.

### Contemporanea
La collana Contemporanea è diretta da Giuseppe Parlato ed Ester Capuzzo e nacque come Biblioteca di Storia Contemporanea. È una collana di titoli firmati da noti saggisti e letterati quali Renzo De Felice, uno dei più autorevoli studiosi del periodo fascista, Ugo Spirito, allievo di Giovanni Gentile e fecondo pensatore del Novecento filosofico italiano, Guglielmo Negri, saggista e testimone del quindicennio cruciale della nostra Repubblica, tra gli anni Sessanta e Ottanta, Curzio Malaparte e Ardengo Soffici.

### Attraverso lo specchio: saggi di filosofia e pedagogia
Raccolta di studi inerenti alla tradizione educativa e pedagogica occidentale, con qualche excursus più generale sulla società civile contemporanea e i suoi costumi, il suo fulcro è la serie di titoli dedicati all'opera di Janusz Korczak, educatore e ispiratore di un indirizzo autorevole della moderna pedagogia, impegnato nella restituzione a una giusta dignità della condizione del bambino. Stessa fondamentale importanza dell'idea di centralità della figura infantile nel rapporto con l'adulto è confermata dai saggi di Arno Stern, Cesare Barioli e Marcello Bernardi.

### Casanoviana
Una collana interamente dedicata al più celebre “libertino” veneziano Giacomo Casanova, ritraducendo le sue opere più importanti, compresa Storia della mia vita.